# ウェストン・ウィルソン
ウェストン・グラハム・ウィルソン（Weston Graham Wilson, 1994年9月11日 - ）は、 アメリカ合衆国ノースカロライナ州ハイポイント出身のプロ野球選手（外野手）。右投右打。MLBのフィラデルフィア・フィリーズ所属。

## 経歴

### プロ入りとブルワーズ傘下時代
2016年のMLBドラフト17巡目（全体501位）でミルウォーキー・ブルワーズから指名を受けプロ入り。同年は傘下のルーキー級で62試合に出場し、打率.318、4本塁打を記録した。
2017年はA級ウィスコンシン・ティンバーラトラーズとA+級カロライナ・マッドキャッツでプレーした。2階級を通して112試合に出場し、打率.254、8本塁打、53打点を記録した。
2018年はA+級カロライナとAA級ビロクシ・シャカーズでプレーした。2階級を通して116試合に出場し、打率.270、14本塁打、65打点を記録した。
2019年はもAA級ビロクシでプレーを続けた。127試合に出場し、打率.231、19本塁打、58打点を記録した。
2020年はCOVID-19の感染拡大のためマイナーリーグは開催されなかった。
2021年はAAA級ナッシュビル・サウンズに昇格してプレーした。70試合に出場し、打率.267、16本塁打、35打点を記録した。
2022年もAAA級ナッシュビルでプレーした。125試合に出場し、打率.228、11本塁打、54打点を記録した。同年オフにFAとなった。

### フィリーズ時代
2023年1月11日にフィラデルフィア・フィリーズとマイナー契約を結んだ。AAA級リーハイバレー・アイアンピッグスでプレーし、8月6日にメジャー昇格。8月9日には先発出場し、メジャー初打席で本塁打を放った（フィリーズ所属選手としては史上初、MLBにおいては史上6人目の記録）。
2024年の開幕はAAA級リーハイバレーで迎えるも、7月12日に昇格。8月15日のワシントン・ナショナルズ戦でサイクル安打をキャリア出場24試合で達成した（フィリーズ史上9人目）。

## 詳細情報

### 記録
- サイクル安打：1回（2024年8月15日）

### 背番号
- 37（2023年 - ）